# Ferruccio Antonio Talentino
Ferruccio Antonio Talentino (Madrid, 8 luglio 1896 – Monte Busa Alta, 6 ottobre 1916) è stato un militare italiano che ha svolto servizio nel corpo degli alpini durante la prima guerra mondiale, dove fu decorato con la Medaglia d'oro al valor militare alla memoria.

## Biografia
Nasce a Madrid, Spagna l’8 luglio 1896 figlio di Pier Angelo, un insegnante che si trovava nella capitale spagnola per lavoro, e di Annetta Baldassar. Ritornato in Italia per frequentare l’Istituto Sommeiller di Torino, nel novembre 1915 viene chiamato a prestare servizio militare, arruolato nel Regio Esercito. Destinato all'8º Reggimento alpini è ammesso a frequantare il corso per Allievi ufficiali, e nel luglio 1916 riceve la nomina a sottotenente di complemento, assegnato in zona di operazioni alla 152ª Compagnia dell'appena formato Battaglione alpini "Monte Arvenis". Si distinse durante i combattimenti nel settore del Pal Grande, del Pal Piccolo e sul Freikofel, in Carnia.
Trasferito sul fronte di val di Fiemme in Trentino, il 5 ottobre 1916, partecipa ad un'azione per la conquista di Monte Busa Alta, un'altra cima del Lagorai, ed insieme alla sua compagnia riuscì ad arrivare sul cocuzzolo a quota 2.456, appena sottostante la vetta del monte.
L’azione fu fermata dall'intenso fuoco nemico, che fece brillare anche alcune mine, e rovesciò sui soldati italiani valanghe di macigni e di sassi.
Rimasto incolume, assunse il comando di un plotone rimasto privo del proprio comandante, ricevendo l'ordine di condurlo all'assalto della cima. Nel corso della notte fu predisposta la scalata, utilizzando diverse funi assicurate alle sporgenze della roccia. All'alba, seguito dai propri uomini, irruppe nelle trincee nemiche dove incontrò un vivace fuoco di mitragliatrici, e si impegnò in un sanguinoso combattimento corpo a corpo con i più numerosi gli avversari. Cadde colpito a morte, così come molti dei suoi uomini, ma la posizione fu conquistata e mantenuta dopo che il nemico aveva lanciato numerosi contrattacchi. Per onorarne il sacrificio fu inizialmente decretata la concessione della Medaglia d'argento al valor militare, successivamente tramutata in Medaglia d'oro.
Gli è stata intitolata la Caserma di Tarcento (provincia di Udine).

### Esplicative
1. ↑  La famiglia era originaria di Castellamonte (provincia di Torino.

### Bibliografiche
1. 1 2 3 4 5  Bianchi, Cattaneo 2011, p. 128.
2. 1 2 3 4 5 6 7 8 9 10  Combattenti Liberazione.
3. 1 2 3 4 5 6 7 8 9 10 11  Bianchi, Cattaneo 2011, p. 129.
4. ↑  Quirinale - Scheda - visto 7 gennaio 2009
5. ↑  Bollettino Ufficiale 1923, pagina 603.